# 大国男児
大国男児（だいこくだんじ、朝: 대국남아）は、韓国の5人組男性アイドルグループ。グループ名はTHE BOSS（The Boys Of Super Space）を意味し、ミュージックシーンで最高の影響力を持つアーティストになっていきたい、という想いが込められている。ファンクラブ名はマスター（MASTER）であり、大国男児の主人であり、大国男児に関するすべてをマスターした人々。アーティストとファンが互いに信じて頼り、支持してくれるという意味が込められている。
2010年、男性アイドルグループ シン (Xing) 出身 のメンバーによって結成され、2010年3月4日、シングル「トンギョンソニョン (동경소년、憧憬少年)」でデビューした 。“クリーミー系弟アイドル”がキャッチフレーズとなっている。

## 来歴
東方神起をロールモデルとして2010年に結成された。メンバー5人は全員が元XING Operaのメンバーで、現在とは異なる芸名で活動していた。
大国男児としてデビュー曲を発表する前から、インターネット上のホームページで人気を呼び、ホームページの登録会員は約4万人になった  。
2010年3月4日、Mnet の音楽番組『M COUNTDOWN』で、同日発売のシングル収録曲「トンギョンソニョン (憧憬少年)」でデビューした。
2010年6月、デジタルアドベンチャーと日本におけるマネジメント契約を締結。
2011年4月13日、ソニー・ミュージックレコーズより日本でのデビュー・シングル「Love Power」を発売。デビュー・イベントにファン約1万人が集まった。4月10日付レコチョクデイリーランキングで初登場4位を記録した。
2011年5月15日、『The 4th K-POP Super Live』に出演した。このコンサートは他にSUPER JUNIOR、SHINee などが出た。
2012年4月、所属事務所の代表が10代を含む歌手志望生に性的暴行を加えた容疑で逮捕されたことの影響を受けて活動を停止。予定していたフルアルバムの発売が延期となった。翌5月に日本で活動を再開した。
2013年9月、Poomエンターテインメントへの移籍を発表。同月14日、韓流ドラマコンサート「K-DRAMA withオ・ジュンソン」に参加し、2年ぶりの韓国ステージを成功させた。
2013年11月、日本での所属事務所・デジタルアドベンチャー、及び所属レーベル・ソニー･ミュージックレコーズとの契約終了が発表された。同月28日には、韓国で2年ぶりの新アルバムをリリースした。
2014年4月19日に日本で1年ぶりのコンサートを開いた。
2017年7月30日、日本デビュー6年目の「DAIKOKUDANJI FOREVER」6日間12公演の最終日 YOKOHAMA BAY HALL でのライブを最後に、全員が入隊するため、活動休止に入った。
- 活動休止中の各メンバーの日本公式
  - MIKA / 現 MikaL（ミカエル：Lは本名の苗字Leeの頭文字）
    - MikaL 日本公式 ツイッター （日本語）
    - MikaL 公式インスタグラム （日本語）

  - KARAM 日本公式
    - Karam 日本公式ファンクラブ「Ramuchu～」 （日本語）
    - KARAM 日本公式 ツイッター （日本語）
    - KARAM 日本公式 インスタグラム （日本語）

  - Hyunmin 日本公式
  - INJUN 日本公式
    - INJUN 日本公式 ツイッター （日本語）
    - INJUN 日本公式 インスタグラム （日本語）

  - JAY 日本公式
    - Jay日本公式 ツイッター （日本語）
- 2017年12月18日、Hyunmin自身のInstagram [21]により、この日、海兵隊に入隊[22]したと見られる（正式発表は無し）。
- 2018年6月19日、Jay自身のInstagram [23]により、この日に入隊予定であることを発表
- 2018年6月6日、 KARAM　日本ソロデビュー 1st シングル「Rise Up」 リリース [24]
- 大国男児はメンバーの入隊や韓国所属事務所との契約期間切れに伴い活動を休止していたが、大国男児を途中脱退(2018年12月3日発表)したミカは2024年1月13日よりMikaL名義で個人音楽活動を開始した。
- 2023年2月より放送された韓国オーディション番組『PEAK TIME』に出演したカラム、インジュン、ジェイは3人でファンイベント等を行っていたが、新しく所属した事務所より2024年5月7日、新グループASC2NT(アセント)として再デビューした。
- ヒョンミンは個人で画家として活動している。

## メンバー

### ミカ
- ハングル表記：미카 英語表記：Mika
- 本名：イ・スフン(이수훈)(李秀訓)
- 1990年6月28日生まれ、身長178cm、B型、ENFJ
- リーダー
- メンバー共同生活において、髪の毛拾い、リーダー担当
- 2007年ソウル創作歌謡祭 金賞
- 2PM ジュンスの親戚
- メインヴォーカル
- Xingの時はWhite[ホワイト]という名前で活動していた
- 「17歳の時に歌の大会でスカウトされて練習していたら自然とXingに入っていた」本人談
- 大邱出身
- 手足が綺麗な女性が好き
- 中国語が少し話せる
- 好きな場所は大阪

### カラム
- ハングル表記：가람 英語表記：Karam
- 本名：パク・ヒョンチョル(박현철)(朴賢哲)
- 1991年6月28日生まれ、身長178cm、B型
- サブヴォーカル、リードダンサー担当
- メンバー共同生活において、料理担当
- Xingの時はRising[ライジング]という名前で活動していた
- 好きなタイプはお母さんみたいな人で愛嬌があり優しい子
- 2012年、日本映画「愛を歌うより俺に溺れろ!」に主演で出演
- 東方神起のユンホの熱狂的なファンとして知られる
- 頭が良く法曹界を目指していたが、中学2年生の時にユンホのダンスを見て芸能界入りを決意
- 7歳下の弟と1歳下の妹がいる
- 魚が苦手（子供の頃に市場で売られている魚と目が合ってからトラウマ）
- 大邱出身
- 好きな場は京都
- 2023年、文化放送ラジオ「カラムの音楽一夜」のパーソナリティを務める。

### ヒョンミン
- ハングル表記：현민 英語表記：Hyunmin
- 本名：ウ・ヒョンミン(우현민)(禹炫敏)
- 1991年7月22日生まれ、身長181cm、O型
- リードヴォーカル担当
- メンバー共同生活において、トイレ掃除担当
- 2007年 ソウル創作歌謡祭 金賞
- Xingの時は「Husky[ハスキー]」という名前で活動していた
- ナチュラル系の女性が好き
- ホモサピエンスの真似が得意
- 好きな場所は世田谷と原宿

### インジュン
- ハングル表記：인준 英語表記：Injun
- 本名：イ・インジュン(이인준)(李仁俊)
- 1992年3月9日生まれ、身長175cm、O型
- リードヴォーカル担当
- メンバー共同生活において、洗濯担当
- 2008年 仁川延寿区青少年歌謡祭 銀賞
- 2009年 仁川・東区青少年歌謡祭 大賞
- ボイスパーカッションが得意
- Xingの時はSoul[ソウル]という名前で活動していた
- 脚がきれいと日頃メンバーから言われている
- 韓国のアニメキャラクターマシマロに似ている
- 子供好き
- 好きな場所富士急ハイランド
- お化け屋敷が苦手

### Jay
- 本名：チョン・ジファン
- ハングル表記 전지환(全志煥)
- 1994年3月31日生まれ、身長170cm、A型
- メインラッパー、メインダンサー担当
- メンバー共同生活において、皿洗い、食べること担当
- 兄が一人いる
- 特技 愛嬌
- ダンスが得意
- Xingの時はKipalang[キパラン]という名前で活動していた
- poppin’ダンスが得意で、「スターキング」という番組で[poppin’ダンスの神童]と呼ばれていた
- 2011年韓国映画「海」に出演
- 猫みたいな女性が好き
- 愛嬌がありとてもかわいらしい
- 好きな場所は富士急ハイランド

## 派生グループ
- Popsicle （ミカ、カラム、Jay が参加） 2011年1月結成

## ディスコグラフィ

### シングル
- トンギョンソニョン（憧憬少年） （2010年3月4日、韓国）
- Lady （2011年11月7日、韓国）
- Rilla Go! (2014年10月21日、韓国)
- ヌグセヨ (Who?) (2015年2月25日、韓国、デジタルシングル)

#### シングル(日本)
|     | タイトル                 | 発売日    | 最高 順位 | 収録曲                                                                                         | タイアップ                                                         |
| 1st | Love Power               | 2011/4/13 | 9位       | Love Power 奪って欲しい今すぐ もう最後になると… まだ見ないその未来へ Love Power -instrumental- |                                                                    |
| 2nd | Love Bingo!              | 2011/6/15 | 11位      | Love Bingo! MAGIC 夏の記憶 Love Bingo! -instrumental-                                          |                                                                    |
| 3rd | Love Parade              | 2011/9/21 | 8位       | Love Parade Girlfriend わすれない Love Parade -instrumental-                                   | Girlfriend - NTV系「ぐるぐるナインティナイン」エンディング・テーマ |
| 4th | Love Days                | 2011/12/7 | 7位       | Love Days 太陽が昇る場所 二人の好きな茜空 Love Days -instrumental-                             | Love Days - NTV系「芸能★BANG!」エンディング・テーマ                |
| 5th | Jumping                  | 2012/3/28 | 5位       | Jumping Someday Promise Jumping -instrumental-                                                 |                                                                    |
| 6th | 本気Magic                | 2012/8/1  | 7位       | 本気Magic いけない1・2・3 Pretty Smile 本気Magic -instrumental-                                | いけない1・2・3 - 映画「愛を歌うより俺に溺れろ!」主題歌            |
| 7th | バレンタイン・ファイター | 2013/2/6  | 10位      | バレンタイン・ファイター 24×7 come back to me バレンタイン・ファイター -instrumental-          |                                                                    |
| 8th | Oh My Girl!              | 2016/3/30 | 12位      | Oh My Girl! Who are you? Oh My Girl! (Inst.)                                                   |                                                                    |

※順位はオリコンウィークリーチャート

### アルバム
- Awake (2010年6月17日、1stミニアルバム、韓国)
- Love Letters (2012年1月18日、フルアルバム、日本)
- Shadow (2012年4月19日、1stフルアルバム、韓国)※発売後販売中止となった
- On The Way (2013年3月13日、フルアルバム、日本)
- Chapter II (2013年12月4日、2ndミニアルバム、韓国)

## 出演
- 『ほほえみプロジェクト Message! to Asia』 (2010年12月、東京ドーム)
- 『K-POP wave charity concert』(2011年4月29日)
- 『The 4th K-POP Super Live』 (2011年5月15日、幕張イベントホール[12]）
- 『大国男児 プレミアムLive&Bingo大会』(2011年5月21日、SHIBUYA-AX)
- 『Korean idols Music Concert Hosted in indnesia』(2011年6月4日)
- 『KOREAN MUSIC WAVE in singapore』(2011年7月15日)
- 『LOVE-1 2011 FESTIVAL』(2011年7月30日、千葉ポートパーク)
- 『PATi★Night Premium Live DAIKOKUDANJI "Love★Summer"』(2011年8月21日、東京 Shibuya O-EAST)
- 『お台場合衆国 めざましライブ 2011』(2011年8月23日、お台場合衆国MUSICスタジアム)
- 『K-POP MUSIC FESTIVAL 2011 in KAGOSHIMA』(2011年9月10日、桜島多目的広場野外ステージ)
- 『OPENWORLD FESTIVAL in TOKYO』(2011年11月26日、お台場ティパ有明公演会場)
- 『K-POP Festival X-mas Edition』(2011年12月3日、横浜アリーナ)
- 『K-POP LIVE for X'mas 2011』(2011年12月23日、東京国際フォーラム Aホール)
- 『アースコンサート 絆』(2011年12月28日、埼玉スーパーアリーナ)
- 『HUIS TEN BOSCH COUNT DOWN 2011-2012』(2011年12月31日、ハウステンボス)

## 受賞
- 2011年1月 ソウル歌謡大賞 新人賞